# Quirófano

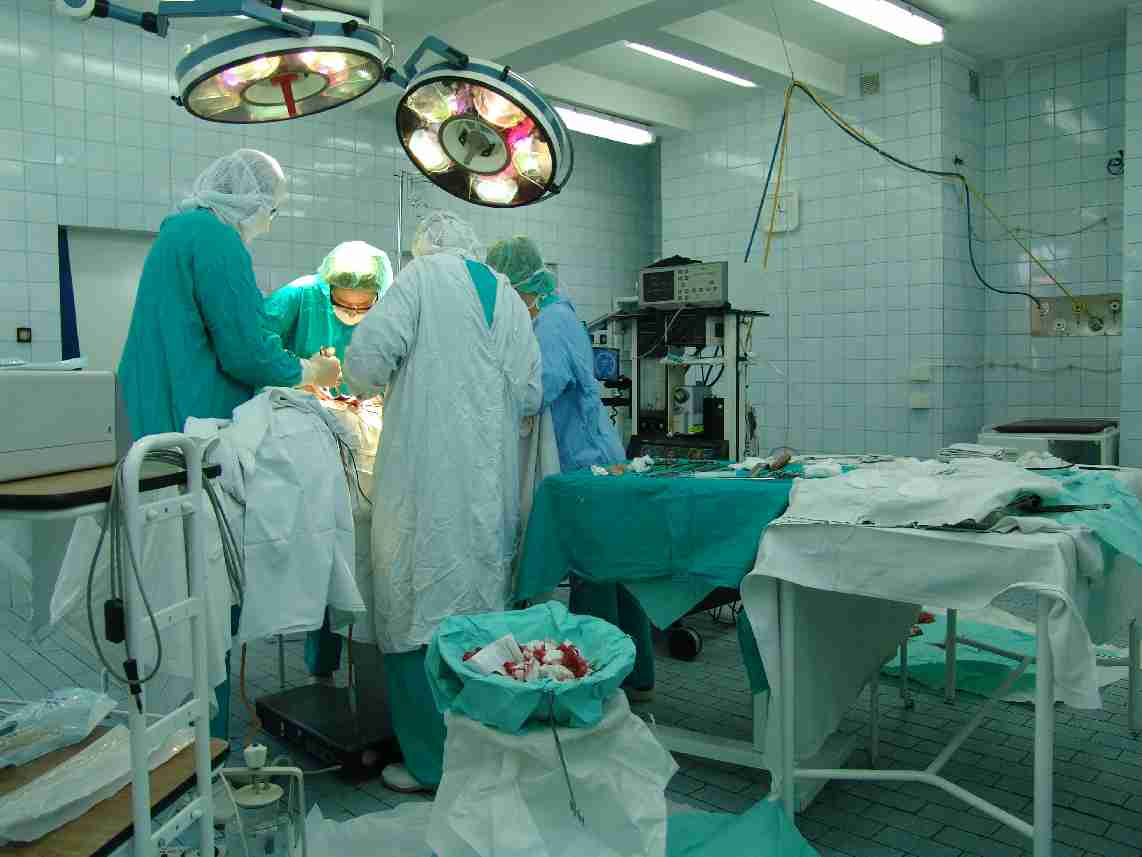
Interior de un quirófano contemporáneo.

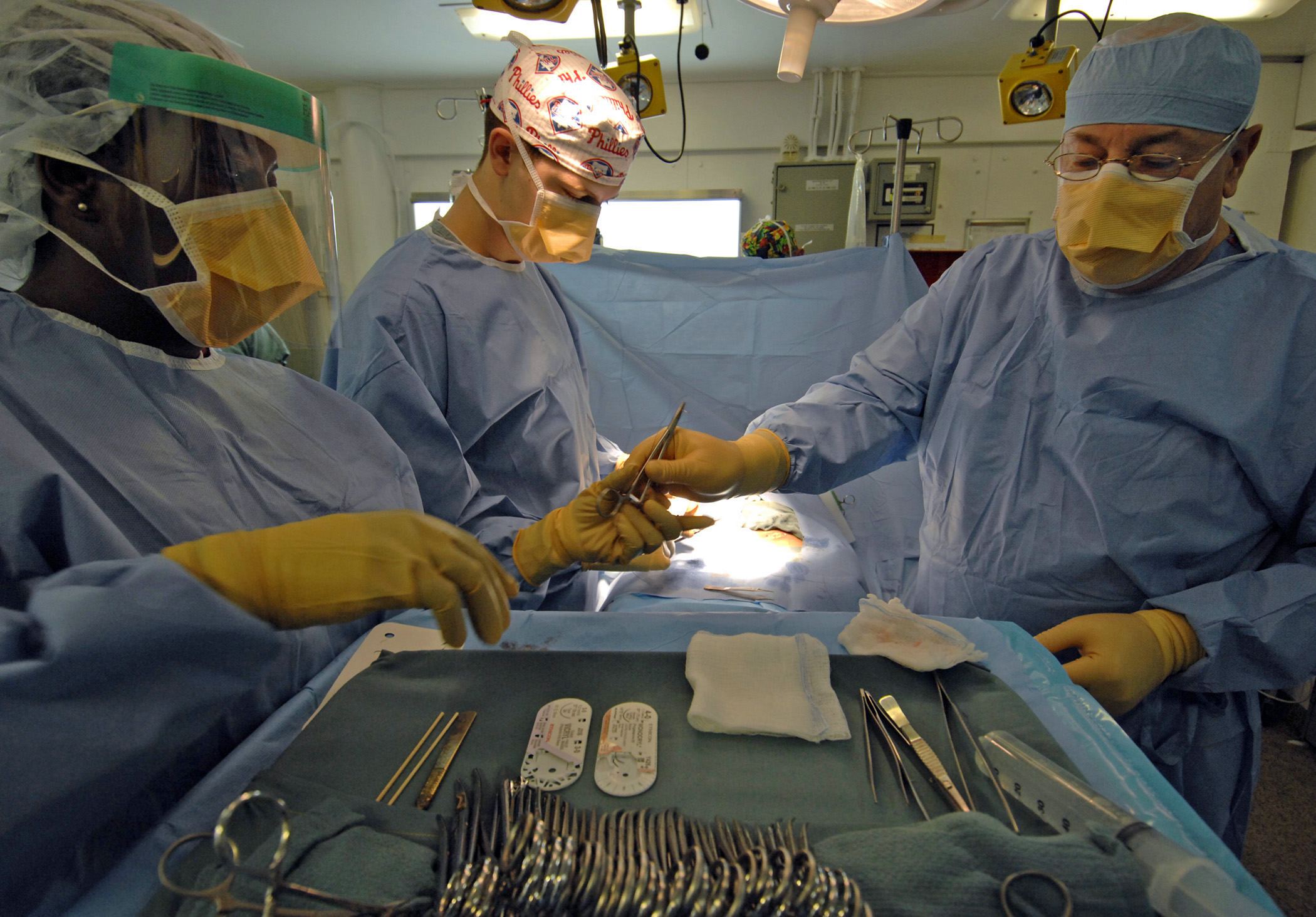
Trabajo en un quirófano en el 2007

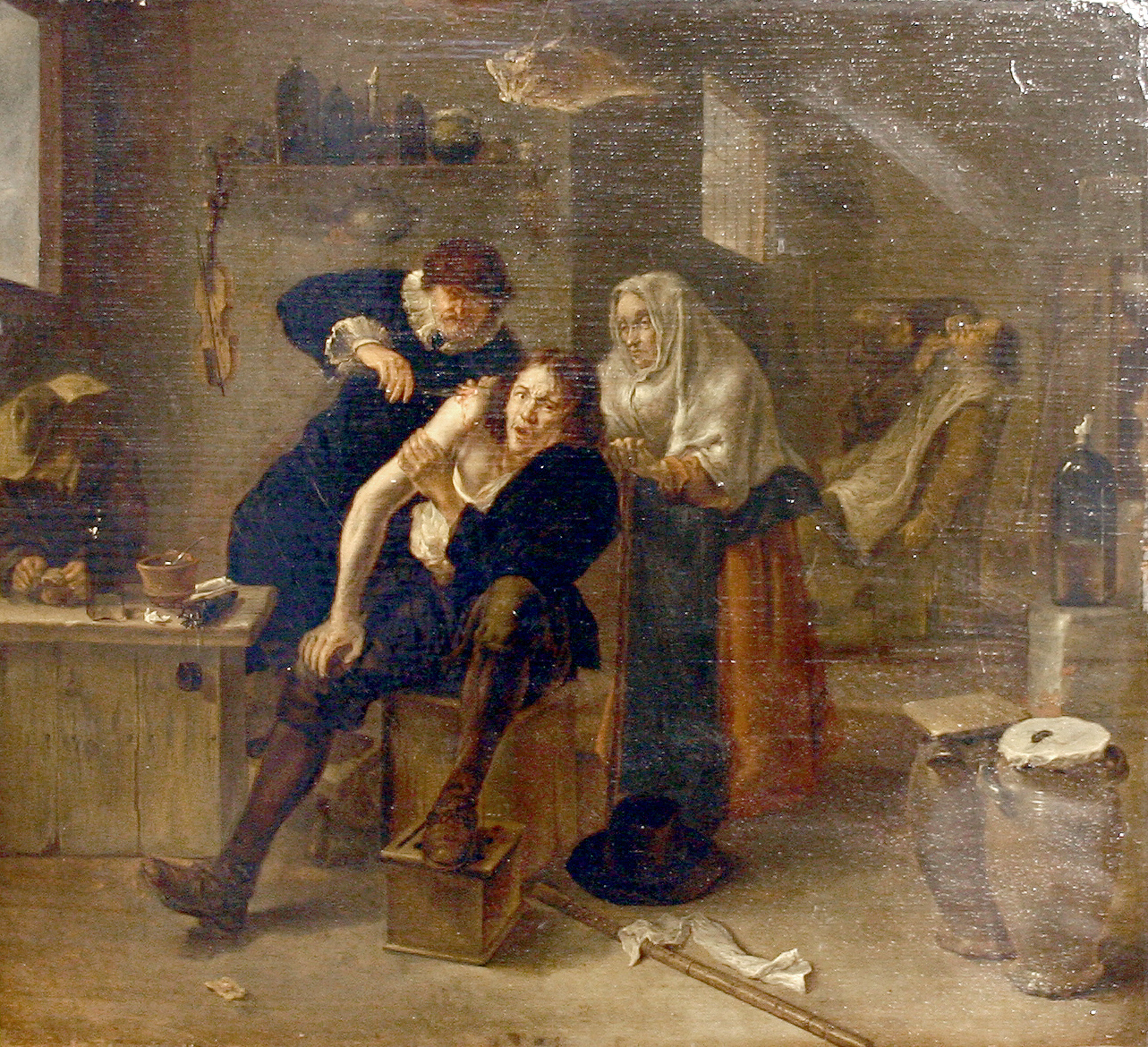
Sutura de una herida menor en una barbería del

El quirófano es aquella sala que se halla en sanatorios, hospitales o centros de atención médica y que está especialmente acondicionada para la práctica de operaciones quirúrgicas a aquellos pacientes que así lo demanden. Asimismo, en el quirófano, se pueden desplegar otras actividades relacionadas, tales como el suministro de anestesia, una acción de reanimación, entre otras, para así, luego, poder realizar la mencionada intervención quirúrgica.

## Especificaciones
Respecto de las exigencias y las condiciones que debe sí o sí observar un quirófano para cumplir satisfactoriamente con su misión se cuentan:
- debe tratarse de un espacio cerrado
- deberá estar situado en un lugar independiente respecto del resto de la institución médica, aunque, cercano a aquellas áreas sensibles tales como las salas de emergencia, el banco de sangre, el laboratorio de análisis clínico, la farmacia
- la circulación de personas debe ser mínima, únicamente debe permitir el acceso al paciente, al equipo interdisciplinario que suele actuar en una operación: cirujano, anestesista, radiólogo, gastroenterólogo, enfermero de quirófano, auxiliar de enfermería, camillero, instrumentador quirúrgico, entre otros
- la limpieza y la aspiración de lograr un grado cero de contaminación es otra condición sine qua non que debe observar el quirófano y las habitaciones contiguas que se hayan anexado (vestuarios, oficinas). Ello se logra limitando el acceso de personas a lo necesario; construyendo los pisos, paredes e implementos del quirófano con materiales y diseños fáciles de desinfectar; realizando profundas limpiezas y desinfecciones varias veces al día y removiendo todo el material de desecho.[3]
- el material debe estar completo

El quirófano debe ocupar un lugar central debido a una evidente necesidad de estar cerca de algunas estructuras de acogida o de hospitalización, así como los servicios médico-técnicos, y esto debe guiar su construcción en un nuevo hospital. En el caso de reestructuración o creación de un nuevo quirófano en una estructura arquitectónica antigua, será necesario entonces referirse a dificultades arquitectónicas vinculadas a la existencia de estos edificios, en particular para el tratamiento del aire y la circulación del material y las personas.
El ecosistema del quirófano debe mantenerse a un nivel de contaminación mínimo por medio de una limpieza cuyos ritmos establecidos deberán observarse escrupulosamente. Los principios de la limpieza deben ser codificados por procedimientos escritos discutidos por cada equipo. El preliminar es la evacuación de todos los residuos e instrumentos manchados en sistemas cerrados (contenedores estancos y bolsas herméticamente cerrados). La limpieza de la sala de operaciones se hace varias veces al día, entre cada paciente. Para ello, se desinfectan todas las salas de operaciones utilizadas enteramente después de cada final de programa operatorio con protocolos de higiene, sin olvidar el resto de las partes del quirófano: oficinas, despachos, vestuarios, etcétera.

## Equipamiento de un quirófano moderno
Para que el cirujano y su equipo de asistentes puedan realizar cirugías, de la mejor manera posible, el quirófano debe ser provisto de una serie de equipos: 
- Se puede modificar la altura, inclinación y orientación de la mesa de operaciones ubicada en el centro del quirófano .
- Las luces del quirófano sobre la mesa son orientables, proveen una luz brillante, sin sombras durante la cirugía.
- La máquina de anestesia se ubica en la cabecera de la mesa de operaciones. Esta máquina posee tubos que se conectan al paciente para ayudarles a respirar durante la cirugía, y sistemas de monitoraje para permitir controlar la mezcla de gases en el circuito de aire respirable.
- El carrito de anestesia se encuentra al lado de la máquina de anestesia. En el mismo se encuentran las medicinas, equipos, y otros elementos utilizados por el anestesista.
- Los instrumentos quirúrgicos estériles a ser utilizados durante la cirugía se encuentran ordenados sobre una mesa de acero inoxidable.
- Un monitor electrónico (que registra el ritmo cardíaco y respiratorio mediante parches adhesivos que se colocan en el pecho del paciente).
- El oxímetro se fija a un dedo del paciente mediante una banda elástica o agarre. Este dispositivo mide la concentración de oxígeno en la sangre del paciente.

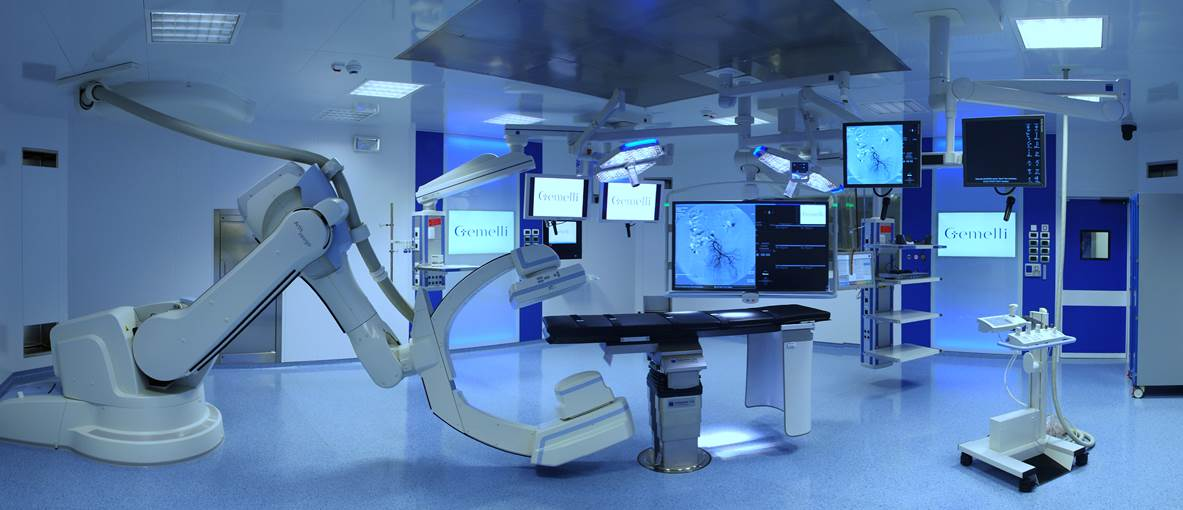
Quirófano híbrido para cirugía cardiovascular en el Hospital Gemelli, Roma.

- Máquina automática de medición de presión de sangre, la cual infla de manera automática el brazalete de medición de presión en el brazo del paciente.
- Una máquina de electrocauterización que usa señales eléctricas de alta frecuencia para cauterizar o sellar vasos sanguíneos y que puede ser utilizada para cortar tejidos minimizando el sangrado.
- Si es requerido por el tipo de cirugía a realizar, se puede traer al quirófano un máquina de corazón pulmón u otros equipos especializados.
- Los avances en la tecnología han resultado en el advenimiento de quirófanos híbridos, los cuales integran sistemas de diagnóstico por imágenes tales como MRI y cateterización cardiaca en el quirófano para asistir a los cirujanos en intervenciones quirúrgicas neurológicas y cardíacas.

## Áreas del quirófano

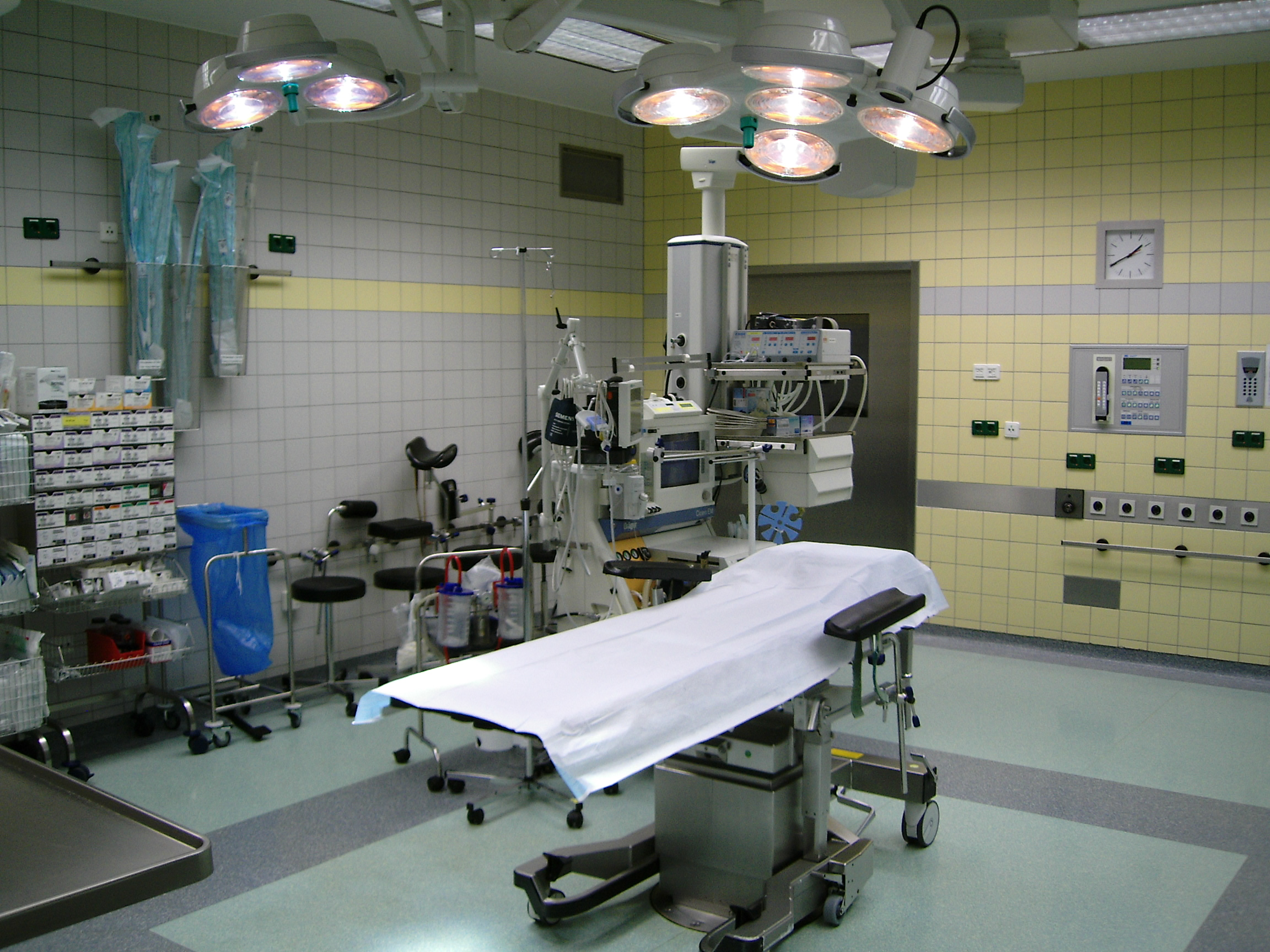
Quirófano moderno

El quirófano se compone de varios recintos o área interconectados, cada uno de los cuales poseen funciones específicas y requerimientos propios en cuanto a los protocolos de limpieza a ser observados para poder acceder a los mismos:
- Área no restringida. El personal puede vestir ropa de calle, y el equipo portátil que aún no ha sido desinfectado debe permanecer en el área no restringida. Se trata de un área controlada en donde se detiene a las personas que van llegando al área quirúrgica.
- Área de transición. En esta zona, las personas se están preparando para ingresar a las áreas semirestringidas o restringidas; se cambia la ropa de calle por la ropa de quirófano, y es necesaria también una autorización de ingreso. Aquí se encuentran los vestidores; se debe mantener la pulcritud y la meticulosidad, para evitar la entrada de polvo y la generación de áreas para la colonización de las bacterias. Los alimentos y las bebidas deben mantenerse lejos de estas áreas.
- Área semirestringida. Aquí solo se puede tener acceso con ropa quirúrgica, es decir, pijama quirúrgico. Los corredores entre los distintos cuartos del departamento las áreas de procesamiento del instrumental y los implementos, las áreas de almacenamiento o clósets son áreas semirestringidas.
- Área restringida. Las áreas restringidas son las más limpias del quirófano e incluyen las salas de operaciones, las salas de procedimientos menores y los corredores estériles, donde están los esterilizadores rápidos y donde se deja el material estéril. Estas áreas están estrictamente controladas y las puertas deben permanecer cerradas. Sólo el personal vestido adecuadamente podrá tener acceso.

## Áreas complementarias

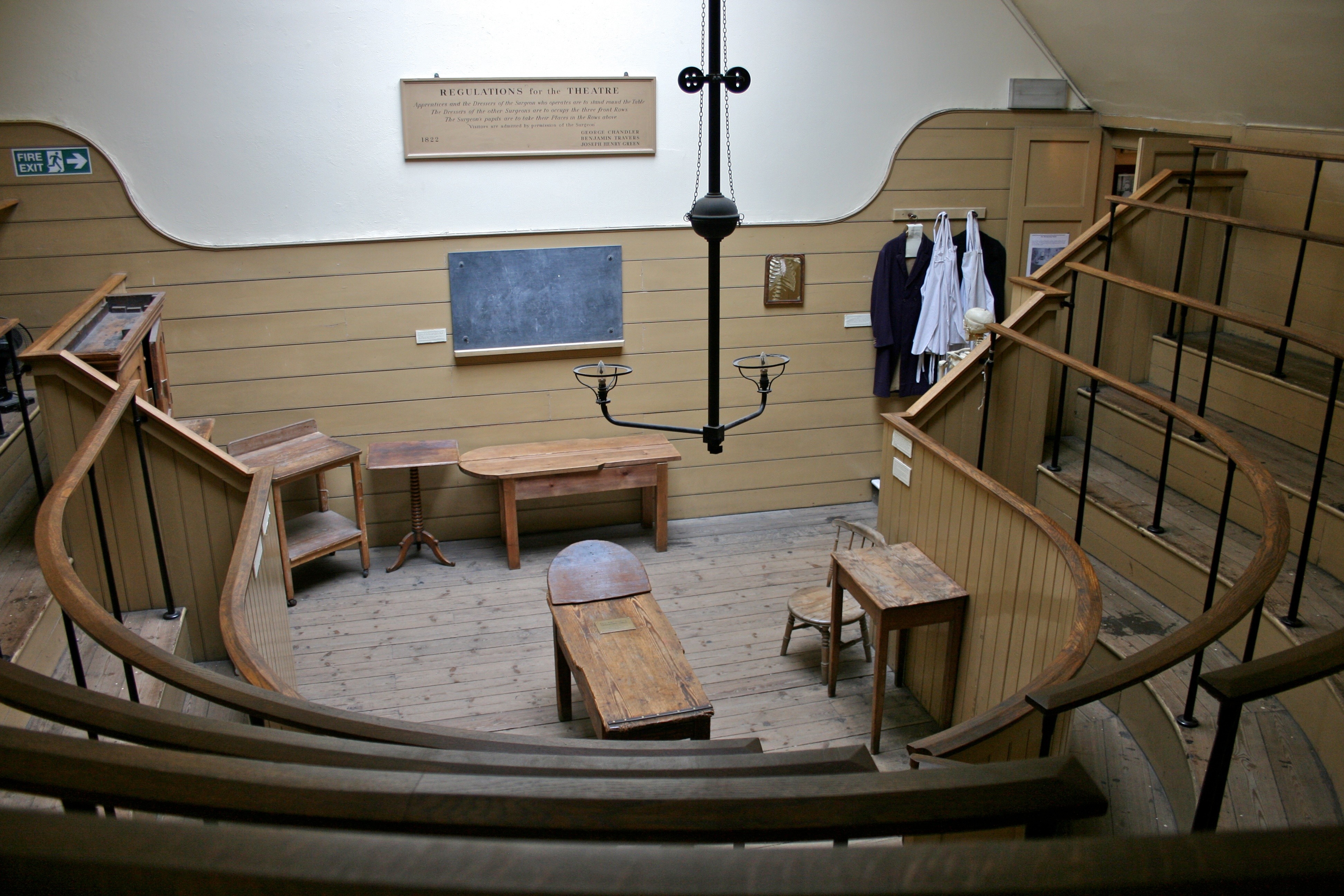
Antiguo teatro quirúrgico en Londres

- Sala de espera:[6] debe ser amplia y confortable (para seis personas por cada pabellón, 2,3 m² por persona), con área pediátrica separada.
- Preoperatorio:[6] El área preoperatoria debe tener 1 a 1,5 boxes de preparación por cada pabellón (7,5 a 10 m² cada uno), equipados con monitores de signos vitales, red de O2 y aspiración.
- Sala de recuperación postoperatoria:[6] debe tener de 2 a 3 cupos por cada pabellón, de 7,5 a 10 m² cada uno.
- Área de recuperación pre-alta:[6] debe tener espacio para dos camillas por cada pabellón, de 5 m² mínimo cada uno.

Las cuatro áreas clínicas mencionadas deben estar adyacentes para permitir la circulación expedita y segura de los pacientes y facilitar la eficiencia del pabellón. Disponer de luz natural en todas las áreas clínicas y administrativas disminuye el estrés y produce confort y satisfacción en los usuarios.